# Frédéric Makowiecki
Frédéric Makowiecki (ur. 22 listopada 1980 roku w Arras we Francji) – francuski kierowca wyścigowy, ścigający się w FIA GT1 World Championship w zespole Hexis Racing.

## Wyniki w FIA GT1 World Championship
| Legenda oznaczeń w tabelach wyników Wyświetl szablon na nowej stronie | Legenda oznaczeń w tabelach wyników Wyświetl szablon na nowej stronie                                                                     |
| Oznaczenie                                                            | Wyjaśnienie |
| --------------------------------------------------------------------- | --- |
| Złoty                                                                 | Zwycięzca lub mistrzostwo |
| Srebrny                                                               | 2. miejsce lub wicemistrzostwo |
| Brązowy                                                               | 3. miejsce lub II wicemistrzostwo |
| Zielony                                                               | Ukończył, punktował (w klasyfikacji generalnej, gdy zdobył co najmniej jeden punkt na przestrzeni sezonu, poza trzema powyższymi opcjami) |
| Niebieski                                                             | Ukończył, nie punktował (w klasyfikacji generalnej, gdy nie zdobył co najmniej jednego punktu na przestrzeni sezonu)                      |
| Czerwony                                                              | Nie zakwalifikował się (NZ) |
| Czerwony                                                              | Nie prekwalifikował się (NPK) |
| Różowy                                                                | Nie ukończył (NU) |
| Różowy                                                                | Niesklasyfikowany (NS) (w klasyfikacji generalnej, gdy nie został sklasyfikowany w żadnym wyścigu sezonu)                                 |
| Czarny                                                                | Zdyskwalifikowany (DK) |
| Czarny                                                                | Wykluczony (WYK/EX) |
| Biały                                                                 | Nie wystartował (NW) |
| Biały                                                                 | Kontuzjowany (K/INJ) |
| Biały                                                                 | Wyścig odwołany (OD/C) |
| Bez koloru                                                            | Został wycofany (WYC/WD) |
| Bez koloru                                                            | Nie przybył (NP/DNA) |
| Bez koloru                                                            | Nie brał udziału w treningach (NT/DNP) |
| Bez koloru                                                            | Nie został zgłoszony (–) |
| Pogrubienie                                                           | Start z pole position |
| Kursywa                                                               | Najszybsze okrążenie wyścigu |
| †                                                                     | Nie ukończył, ale jego rezultat został zaliczony ze względu na przejechanie więcej niż 90% dystansu wyścigu.                              |
| *                                                                     | Sezon w trakcie |
| 1/2/3                                                                 | Punktowana pozycja w sprincie kwalifikacyjnym                                                                                             |
| Lista systemów punktacji Formuły 1                                    | |

| Rok  | Zespół               | Samochód            | Wyniki w poszczególnych eliminacjach | Wyniki w poszczególnych eliminacjach | Wyniki w poszczególnych eliminacjach | Wyniki w poszczególnych eliminacjach | Wyniki w poszczególnych eliminacjach | Wyniki w poszczególnych eliminacjach | Wyniki w poszczególnych eliminacjach | Wyniki w poszczególnych eliminacjach | Wyniki w poszczególnych eliminacjach | Wyniki w poszczególnych eliminacjach | Wyniki w poszczególnych eliminacjach | Wyniki w poszczególnych eliminacjach | Wyniki w poszczególnych eliminacjach | Wyniki w poszczególnych eliminacjach | Wyniki w poszczególnych eliminacjach | Wyniki w poszczególnych eliminacjach | Wyniki w poszczególnych eliminacjach | Wyniki w poszczególnych eliminacjach | Wyniki w poszczególnych eliminacjach | Wyniki w poszczególnych eliminacjach | Punkty | Pozycja |
| ---- | -------------------- | ------------------- | ------------------------------------ | ------------------------------------ | ------------------------------------ | ------------------------------------ | ------------------------------------ | ------------------------------------ | ------------------------------------ | ------------------------------------ | ------------------------------------ | ------------------------------------ | ------------------------------------ | ------------------------------------ | ------------------------------------ | ------------------------------------ | ------------------------------------ | ------------------------------------ | ------------------------------------ | ------------------------------------ | ------------------------------------ | ------------------------------------ | ------ | ------- |
| 2010 | Hexis AMR            | Aston Martin DBR9   | ABU1                                 | ABU2                                 | SIL1                                 | SIL2                                 | BRN1                                 | BRN2                                 | PRI1                                 | PRI2                                 | SPA1                                 | SPA2                                 | NÜR1                                 | NÜR2                                 | ALG1                                 | ALG2                                 | NAV1                                 | NAV2                                 | INT1                                 | INT2                                 | SAN1                                 | SAN2                                 | 105    | 3       |
| 2010 | Hexis AMR            | Aston Martin DBR9   | 7                                    | NU                                   | 1                                    | 2                                    | 8                                    | 9                                    | 11                                   | 9                                    | NU                                   | 5                                    | NU                                   | 7                                    | 10                                   | 6                                    | 9                                    | 2                                    | 15                                   | 13                                   | 1                                    | 1                                    | 105    | 3       |
| 2011 | Marc VDS Racing Team | Matech Ford GT1     | ABU1                                 | ABU2                                 | ZOL1                                 | ZOL2                                 | ALG1                                 | ALG2                                 | SAC1                                 | SAC2                                 | SIL1                                 | SIL2                                 | NAV1                                 | NAV2                                 | PRI1                                 | PRI2                                 | ORD1                                 | ORD2                                 | BEI1                                 | BEI2                                 | SAN1                                 | SAN2                                 | 69     | 11      |
| 2011 | Marc VDS Racing Team | Matech Ford GT1     | 1                                    | 8                                    | 5                                    | 8                                    | -                                    | -                                    | 1                                    | NU                                   | NS                                   | NU                                   | -                                    | -                                    | 5                                    | 6                                    | 1                                    | 1                                    | -                                    | -                                    | -                                    | -                                    | 69     | 11      |
| 2012 | Hexis Racing         | McLaren MP4-12C GT3 | NOG1                                 | NOG2                                 | ZOL1                                 | ZOL2                                 | NAV1                                 | NAV2                                 | SVK1                                 | SVK2                                 | ALG1                                 | ALG2                                 | SVK3                                 | SVK4                                 | MOS1                                 | MOS2                                 | NÜR1                                 | NÜR2                                 | DON1                                 | DON2                                 |                                      |                                      | 144    | 2       |
| 2012 | Hexis Racing         | McLaren MP4-12C GT3 | NW                                   | NU                                   | 4                                    | 5                                    | 1                                    | 1                                    | 9                                    | 2                                    | 4                                    | 3                                    | 8                                    | NU                                   | 4                                    | 1                                    | NU                                   | 10                                   | 1                                    | 1                                    |                                      |                                      | 144    | 2       |

## Wyniki w 24 Hours of Le Mans
| Rok  | Klasa    | Opony | Samochód                                    | Zespół                    | Partner                           | Okr. | Poz. | Klasa Poz. |
| ---- | -------- | ----- | ------------------------------------------- | ------------------------- | --------------------------------- | ---- | ---- | ---------- |
| 2011 | GTE Pro  | M     | Ferrari 458 Italia GTC Ferrari 4.5L V8      | Luxury Racing             | Stéphane Ortelli Jaime Melo       | 183  | NU   | NU         |
| 2024 | Hypercar | M     | Porsche 963 Porsche 9RD 4.6 L twin-turbo V8 | Porsche Penske Motorsport | Matt Campbell Michael Christensen | 311  | 6    | 6          |